# フェネストロン

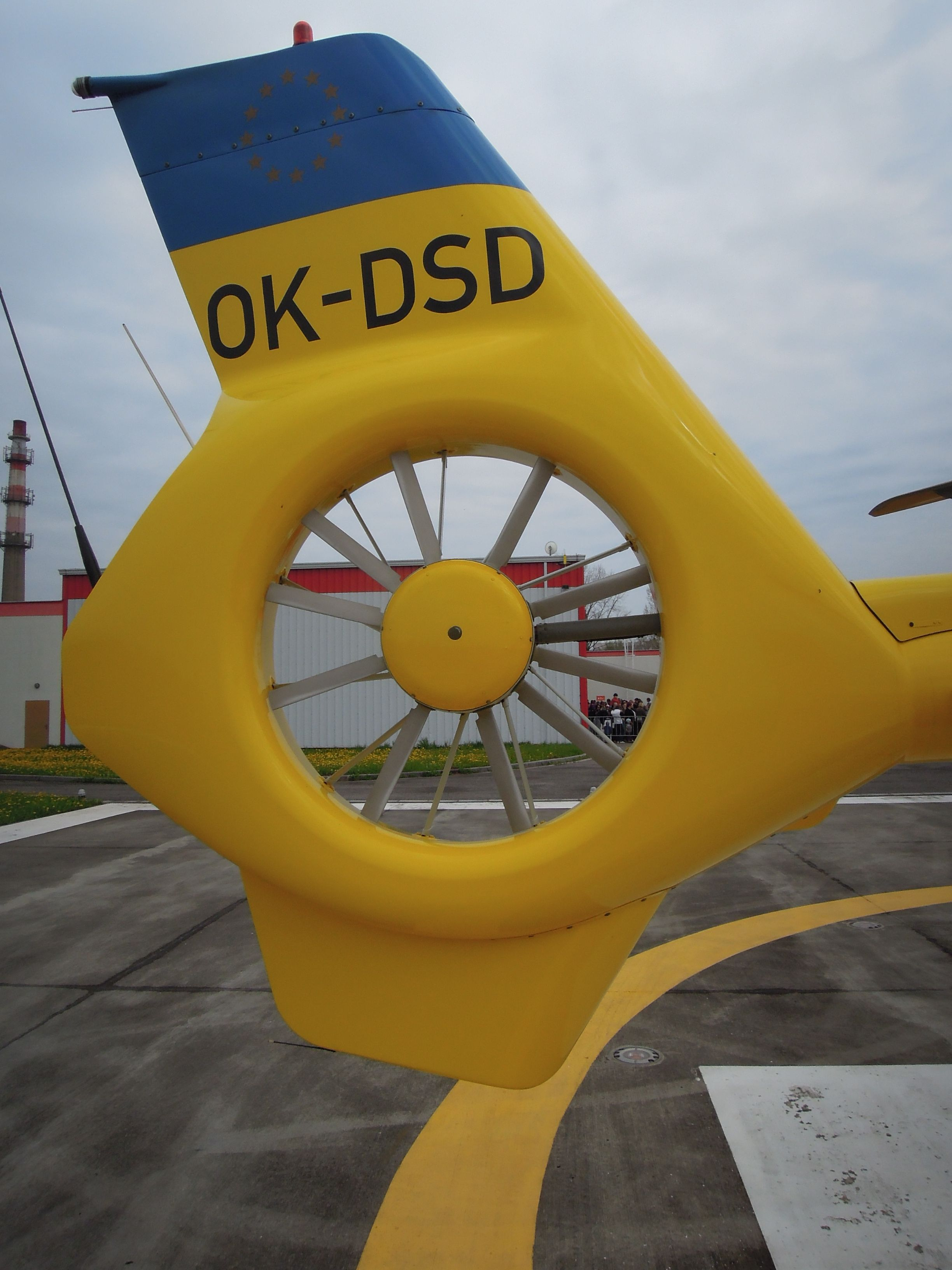
EC 135のフェネストロン

フェネストロン ( 仏: "Fenestron" ) 、 或いはファンテイル は、ヘリコプターの回転翼の反動を打ち消すためのテールローターと同等の働きをするダクテッドファン。原型はシュド・アビアシオン（現在はEADSの一部門のエアバス・ヘリコプターズ）によって考案された。

## 概要

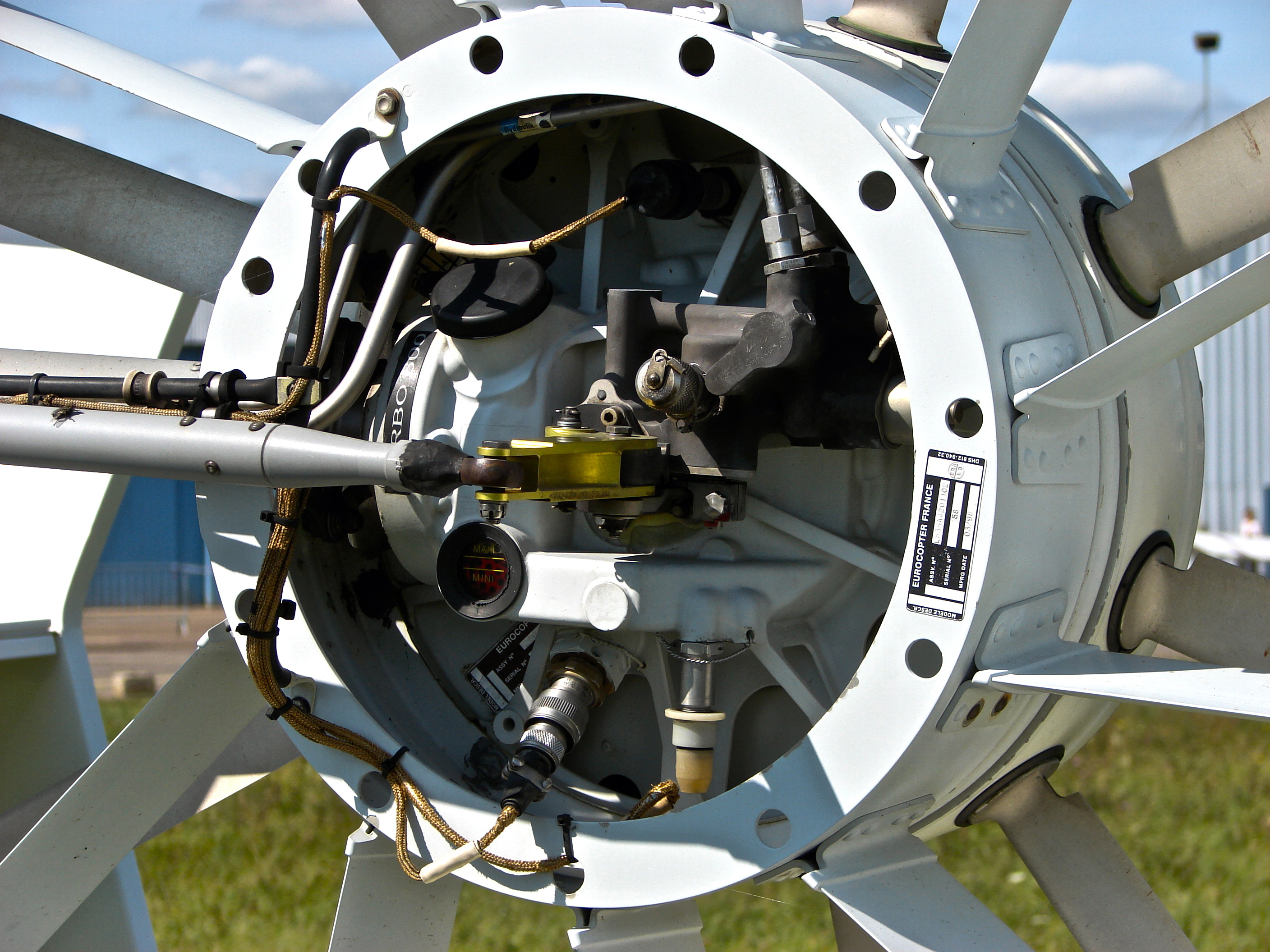
フェネストロンの構造（EC 135）

従来のテールローターが 2枚～4枚の羽根程度であるのに対して、フェネストロンは不等間隔に配置された8枚から18枚の羽根で構成される。羽根の直径が小さいため、従来のテールローターよりも高速で回転する。そのため、音は高周波成分が多い。羽根が不等間隔に配置されているのは、一定の回転域において共振しないようにして互いの振動を打ち消し騒音を軽減するためである。
フェネストロンは、ユーロコプターの商標である。フェネストロンの名称は、現代フランス語で"小窓" ( 仏: "Fenestron" ) を意味し、さらに語源を遡ると、ラテン語の "窓" ( 羅: " Fenestra " ) に由来する。

## 歴史
フェネストロンは、1960年代末にシュド・アビアシオンによって後のSA341 ガゼル、SA341/342であるSA340の試作2番機に初めて搭載された。シュド・アビアシオンがアエロスパシアルに合併され、ユーロコプターになるまでに数多くのフェネストロン搭載機が世界各地で使用されていた。ユーロコプター時代にはEC 120, EC 130, EC 135（また、その軍用版のEC 635や、AS365 N/N3 ドーファン（同様にアメリカ沿岸警備隊では、HH-65Cとして幅広く使用される）、EC 155 スーパードーファン（AS365 N/N3 シリーズの新型）や、最近では小型のレシプロエンジン式のカブリG2などに採用され、エアバス・ヘリコプターズ以降も継続して販売されている。
アエロスパシアルの特許期限が切れたこともあり、他社での採用例がある。2004年に中止されたアメリカのRAH-66 コマンチや、ロシアのKa-60、日本のOH-1、MH2000などで使用される。これらユーロコプター以外のヘリコプターでは、フェネストロンではなくダクテッド・ファンテールローターと呼ばれる。

## 特徴

### 優位性
- ダクテッドファンであるため、効率が良い。羽根先端部から発生する気流を全て進行方向側に整流するのでエネルギー効率が上がると同時に衝撃波の発生を抑えて騒音を減らせる。
- ブレードがダクト内に収まり露出部分が少ないため、地上の人や物に接触する危険性が低く、安全性が高い。
- 外部からの障害に対して比較的強い。小石などを跳ね上げた場合でも接触する可能性が低い。
- 騒音と振動が少ない。ブレードの端が覆われているので風切り音が抑えられる。不等間隔に配置された多数の羽根が振動の発生を抑える。回転数が速いため、騒音は従来のテールローターよりもやや高い音域である。高音ほど減衰しやすいため若干だが騒音の範囲が狭くなる。このため、通常のヘリとは騒音の聞こえ方が異なる。
- 操舵が効果的に行える。
- テールローターに比較して排気流が速いためファンブレード失速に陥いる可能性が低い。

### 欠点
フェネストロンの欠点の多くは、通常のプロペラに対するダクテッドファンの欠点である。
- 同規模の場合、重量が増加する。
- 部品が増えるため、価格と整備に関する諸費用(整備人件費、保守部品の点数増大によるユニット化された交換部品価格)が上昇する。
- 側面の面積が増えるため、横風の影響を受けやすい。[注 1]
- 搭載できる航空機の大きさに限界がある[4]。
- テールローターに比較して排気流が速いため吸引力も強く、不整地では小石ほかの異物を吸い込みやすい。利点の "外部からの障害に対して比較的強い" の記載と一見矛盾するようだが、跳ね上げられた異物の大半はダクト外枠の構造体に当たる形で保護されファンの羽根には届かないため、テールローターに比較すれば不整地に強く、ファンブレードの破損確率はテールローターに較べて低くなる。ただし、確率は低くともファン吸引力も強いため、運悪く吸い寄せられた異物の衝突によるファン羽根の前縁損傷事例はある。
- 基本的には、ダクト内に存在する多々枚数（8枚～18枚の羽根）のファンブレードであるので、操縦士のペダル操作に対し、フェネストロンによる「主回転翼の回転反作用(トルク抑制)」に対する効きには時間的な遅れを生じる。
- フェネストロン失速現象の疑惑がある。

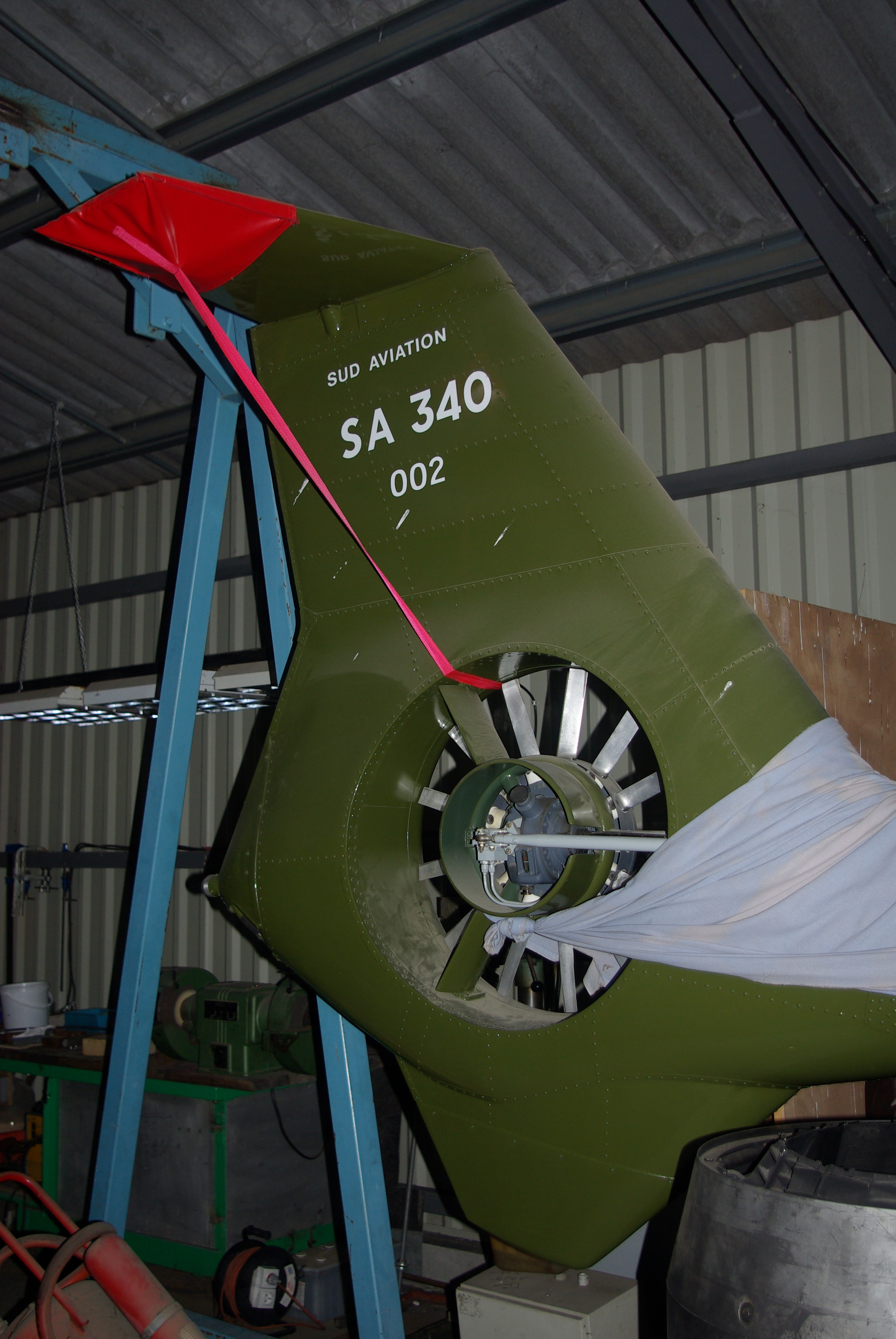
SA340試作2番機
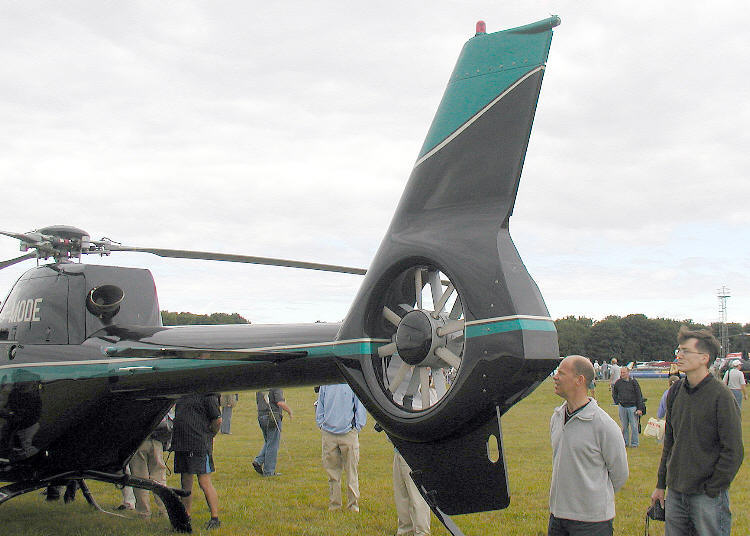
EC120B
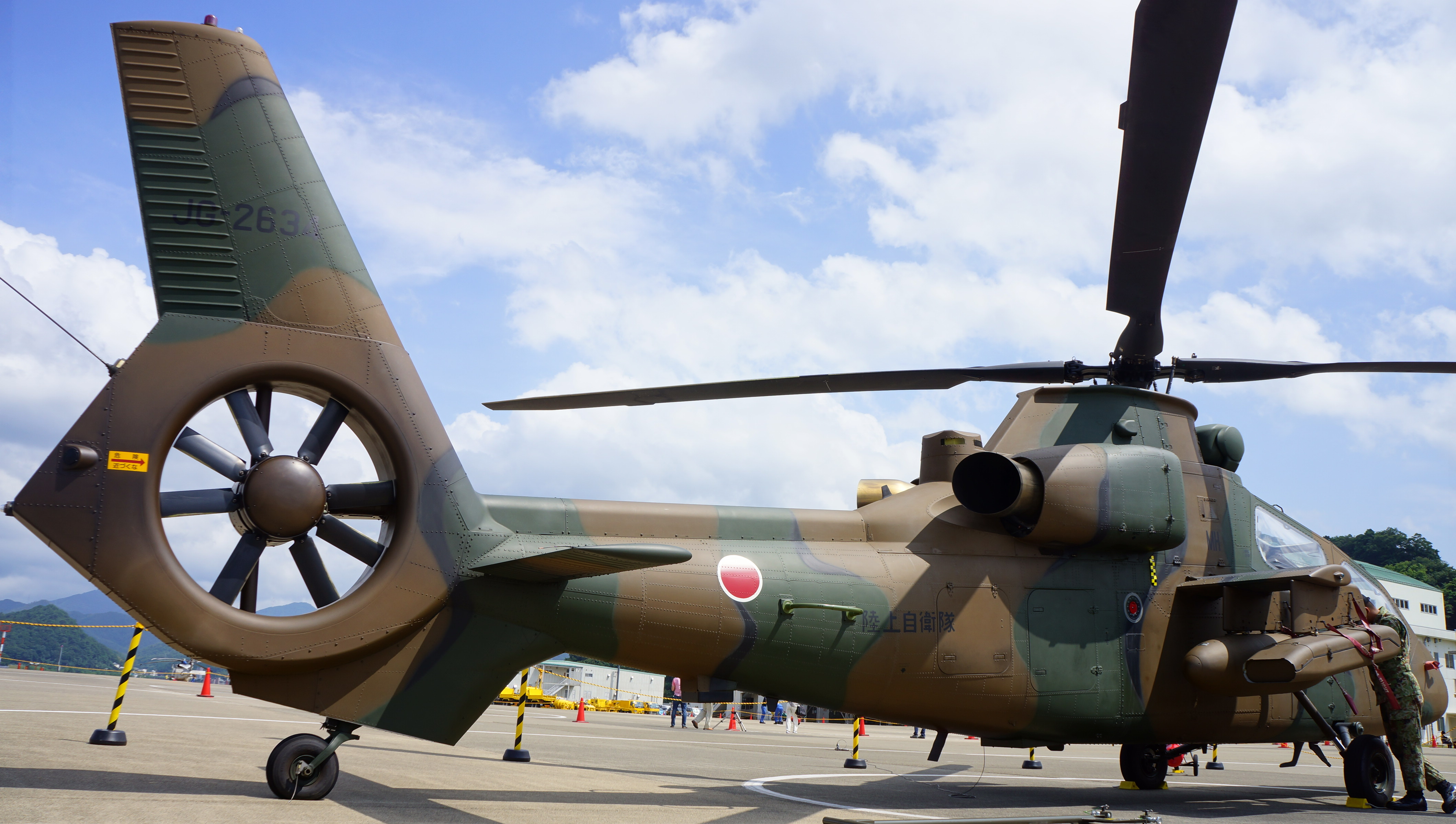
OH-1
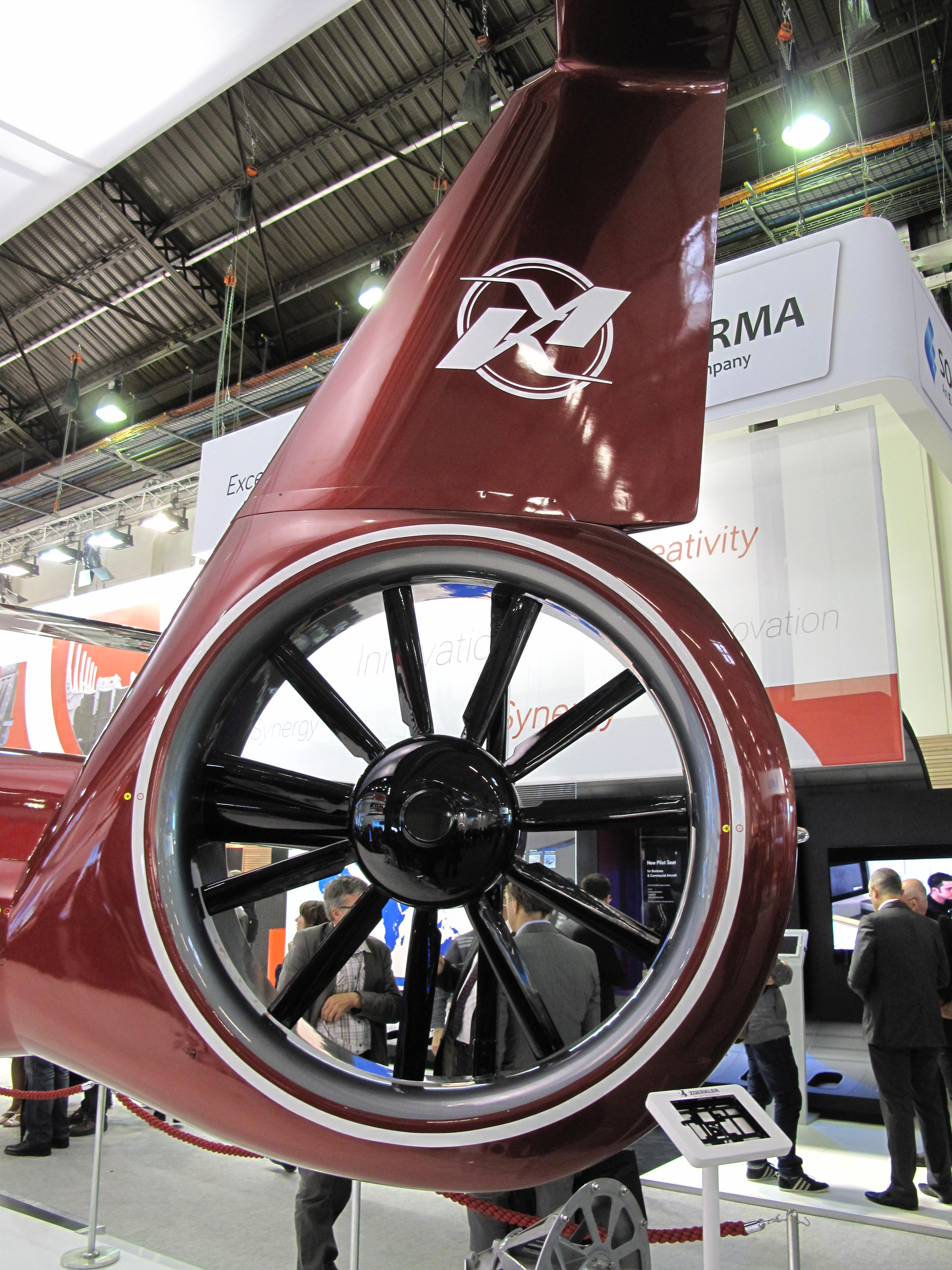
Ka-62
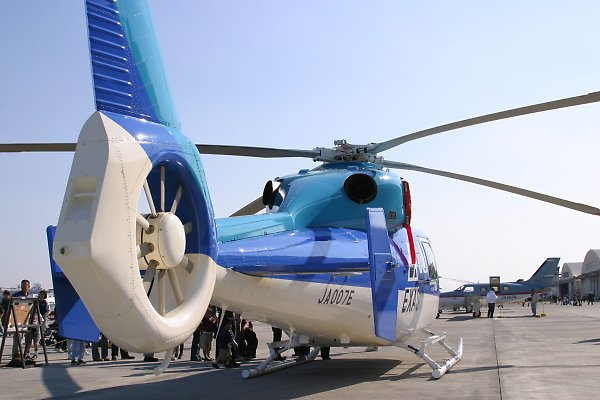
MH2000
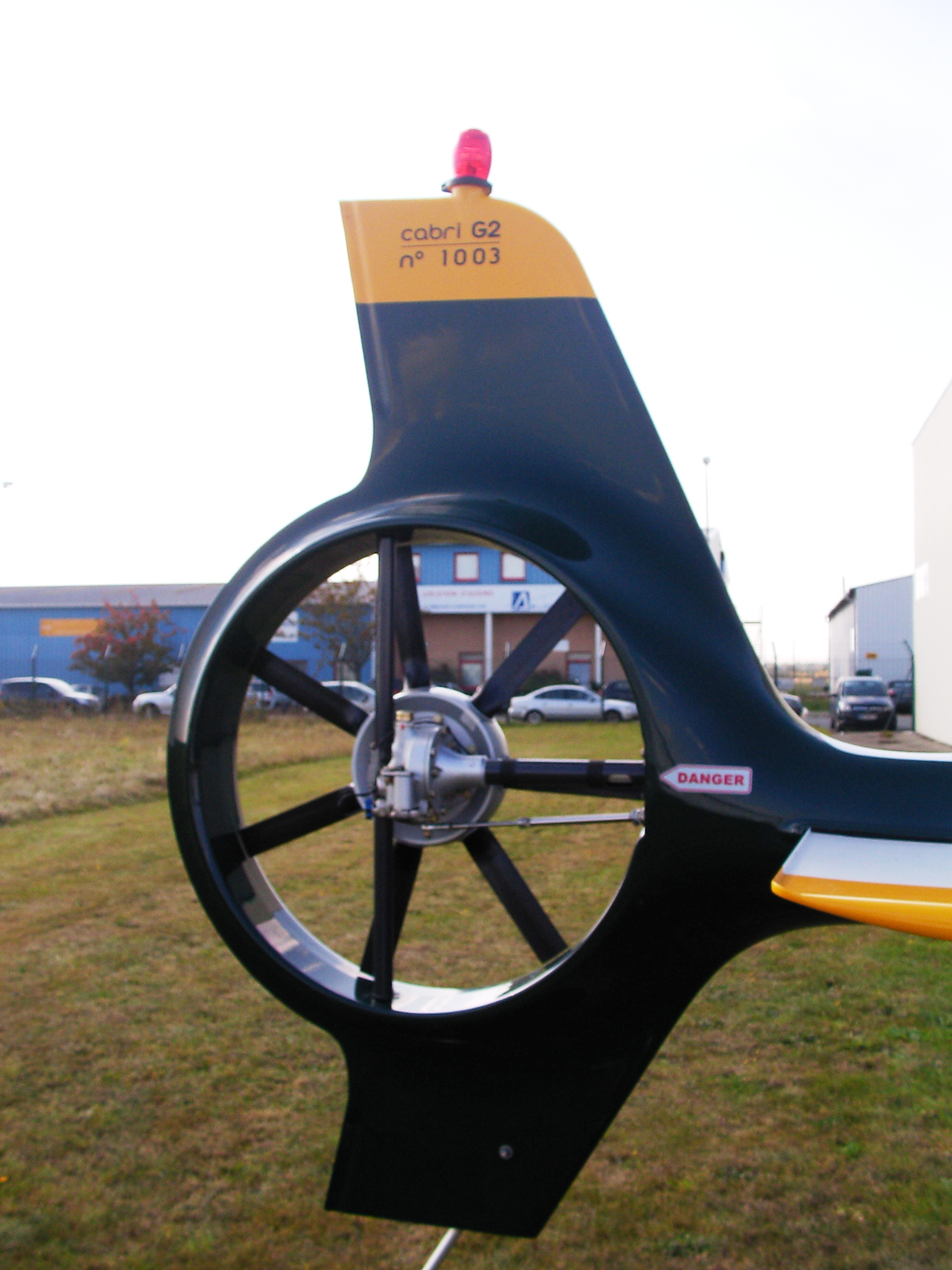
カブリG2